# Deca Sports
Deca Sports (Deca Sporta en Japón, Sports Island en Europa) es un videojuego deportivo para la Wii y Nintendo DS desarrollado por Hudson Soft. Se trata de una colección de diez simulaciones deportivas diferentes que se controlan con el mando de Wii.
El juego salió a la venta en Japón el 19 de marzo de 2008, y se lanzó en el resto del mundo a finales de año. A finales de 2007, Hudson realizó una encuesta para determinar un nuevo título para el lanzamiento en Occidente. El juego cuenta con el patrocinio de Adidas.

## Juego
Deca Sports cuenta con diferentes modos de juego:
- Partido abierto: Un partido de inicio rápido que permite al jugador saltar inmediatamente a cualquiera de los 10 eventos deportivos disponibles.
- Modo Torneo: Enfrentarse a un evento individual para convertirse en el campeón de ese deporte en particular.
- Liga Deca: Enfrentarse a varios equipos diferentes en todos los deportes disponibles en el juego.
- Desafío Deca: Los jugadores se ponen a prueba en cada deporte en eventos especializados diseñados para perfeccionar su habilidad y control.[4]

Deca Sports no incluye el uso de Miis. En su lugar, ocho equipos diferentes (Average Joes, Speed Strikers, Hard Hitters, Crusaders, Boost Force, Mad Maidens, Team Thunder y Disco Knights) están disponibles para ser seleccionados en los distintos eventos deportivos. Cada equipo está formado por jugadores pequeños, medianos y grandes de ambos sexos. Los pequeños son ágiles, pero no son demasiado fuertes, mientras que los grandes son potentes, pero son más lentos y un poco más difíciles de controlar. Los jugadores de tamaño medio proporcionan un compromiso entre la velocidad y la fuerza. El tamaño de los miembros del equipo se vuelve más importante durante la Liga Deca, en la que jugar con un solo miembro del equipo durante demasiado tiempo dará lugar a la fatiga y a la disminución del rendimiento.
Hay 10 deportes diferentes, cada uno de los cuales tiene su propio esquema de control específico para el mando de Wii. En el caso del voleibol de playa, el juego controla el movimiento del jugador y de sus compañeros de equipo mientras el jugador tira del mando de Wii para devolver y pasar la pelota al lado de la cancha del oponente. Se pueden realizar diferentes variaciones de saques y voleas. En Patinaje Artístico, el jugador utiliza el stick analógico del Nunchuk para patinar a lo largo de tres rutinas diferentes predeterminadas que están ligadas a la música. Mientras el patinador navega por una línea con puntos amarillos, aparecerán grandes círculos que difieren en el tipo de color. Una vez que entren en esos círculos, al agitar el mando de Wii se ejecutarán las maniobras.
- Tiro con arco: El jugador mantiene pulsado el Botón B del mando de Wii y tira de él para sacar la flecha, luego apunta con el puntero. El jugador debe soltar el Botón B antes de diez segundos para lanzar la flecha al objetivo.
- Bádminton: El mando de Wii se utiliza como raqueta en este deporte. El jugador debe balancear el mando con buena sincronización para devolver el volante hacia el oponente, y también puede controlar hacia dónde va el volante moviendo el mando a la izquierda o a la derecha después de un balanceo hacia abajo.
- Baloncesto: El jugador utiliza el stick analógico del Nunchuk para mover a un jugador, mientras usa los botones para pasar o controlar a sus compañeros de equipo y los gestos del mando de Wii para lanzar o robar.
- Curling: El jugador mantiene pulsado el botón B, lo que hace que un medidor de potencia aumente y disminuya, antes de agitar el mando de Wii justo en el momento en que se alcanza el nivel de potencia deseado para lanzar una piedra por el hielo. Si la piedra tiene que ir más lejos, el jugador agita el mando de Wii para barrer el hielo delante de la piedra.
- Fútbol (soccer): El jugador utiliza el stick analógico del Nunchuk para mover a un jugador, los botones para pasar o controlar a sus compañeros de equipo y los gestos del mando de Wii para pasar y disparar.
- Carreras de karts: El jugador sostiene el mando de Wii de lado como si fuera un volante y lo inclina para dirigir mientras usa los botones numéricos como pedales.
- Cruce de snowboard: El jugador apunta con el mando de Wii a la parte inferior de la pantalla para acelerar por las pistas, mientras lo gira a la izquierda o a la derecha para dirigir y tiene cuidado de no dar un giro excesivo y salirse de la pista.
- Supercross: Los controles son similares a los de las carreras de karts, pero el jugador también puede agitar el mando de Wii para ejecutar trucos o hacerlo rodar hacia delante o hacia atrás para hacer un buen aterrizaje tras un salto.[4]

## Desarrollo
El juego se desveló inicialmente en el TGS 2007 bajo el título de Deca Sporta, con una fecha de salida prevista para diciembre en Japón. Un representante de Hudson afirmó que el estudio no preveía unas puntuaciones altas en las críticas, señalando la simplicidad y la calidad de los gráficos como "quejas típicas de los juegos de Wii". En abril de 2008, el juego se convirtió en oro con una fecha de lanzamiento anunciada para el 13 de mayo en Norteamérica.
Mike Samachisa, jefe del equipo de consolas de Hudson, mencionó que localizar Deca Sports para la versión inglesa tenía sentido, ya que los deportes contenidos se practican en todo el mundo. La idea era combinar eventos deportivos de los Juegos Olímpicos de Verano, losJuegos Olímpicos de Invierno y los Juegos X, creando un juego recopilatorio que tuviera un amplio atractivo. Todos los modos se desbloquean en el juego desde el principio, ya que todo se diseñó para que fuera accesible. Adidas firmó una asociación con Hudson, lo que permitió que su logotipo apareciera en el juego. El texto del juego utiliza la fuente propietaria de DynaComware.
Los desarrolladores abrieron una encuesta en el sitio web oficial de Deca Sports, donde la gente podía decidir qué eventos aparecerían en el próximo título de la serie.

## Recepción
Deca Sports recibió críticas entre mediocres y negativas. GameSpot dio a Deca Sports una puntuación de 3.5/10. IGN le dio un 4.5/10. 1UP le dio un D+.

A pesar de la mala acogida de la crítica, el juego se ha vendido bien. Hudson Soft, el editor del juego, ha anunciado que ha vendido 2 millones de unidades de Deca Sports desde su lanzamiento. Deca Sports fue nominado al "peor juego que todo el mundo ha jugado" por GameSpot en sus premios de videojuegos de 2008.

## Secuelas
El juego acabó generando una trilogía en la Wii y tres spin-offs en diferentes plataformas, pero las dos secuelas que siguieron al título original no lograron repetir su éxito comercial.
Deca Sports 2 (Deca Sporta 2 en Japón, Sports Island 2 en Europa) fue desarrollado y publicado por Hudson Soft para la Wii. El juego salió a la venta en Japón el 16 de abril de 2009, en Europa el 15 de mayo, en Australia el 4 de junio y en Norteamérica el 29 de septiembre. El juego cuenta con diez deportes: Esquí alpino, Bocce Ball, Tenis, Hockey sobre hielo, Kendo, Dardos, Dodgeball, Patinaje de velocidad, Natación sincronizada y Carreras de motos. Tres de los diez deportes, el hockey sobre hielo, el patinaje de velocidad y el esquí alpino, coinciden con los Juegos Olímpicos de Invierno de 2010 que tendrán lugar en Vancouver (Canadá) varios meses después del lanzamiento del juego. A diferencia del título original, esta secuela permite crear jugadores y equipos, y utiliza el sensor de movimiento del Nunchuk. GameSpot lo calificó con un 4.0/10, citando unos controles torpes y una jugabilidad poco profunda. IGN le dio un 5.3/10. Metacritic le dio un 49 sobre 100.
Deca Sports DS (Deca Sporta DS en Japón, Sports Island DS en Europa) fue desarrollado y publicado por Hudson Soft para la Nintendo DS. Salió a la venta en Japón el 17 de diciembre de 2009, en Norteamérica el 2 de marzo de 2010 y en Europa el 7 de mayo. Está basado en la versión original de Wii. El juego cuenta con diez deportes: Lucha de brazos, Escalada, Tiro al plato, Animación, Paracaidismo, Ping Pong, Bobsled, Rugby, Golf y Sepak takraw.
Deca Sports 3 (Deca Sporta 3 en Japón, Sports Island 3 en Europa) fue desarrollado y publicado por Hudson Soft. Es el cuarto videojuego de la serie Deca Sports. El juego es compatible con el Wii MotionPlus. Deca Sports 3 salió a la venta en todo el mundo en otoño de 2010. El juego cuenta con diez deportes: Carrera aérea, Esquí de eslalon, Buceo de trampolín, Kayak, Tronco, Snowboard de medio tubo, Lacrosse, Racquetball, Voleibol de interior y Esgrima. Los cuatro últimos admiten el juego en línea, los demás tienen tablas de clasificación en línea. El sistema de fatiga se ha eliminado en esta entrega, y los equipos ahora están formados por seis atletas en lugar de cinco. Esta entrega parece estar orientada a estudiantes de secundaria y universitarios, ya que cuatro de los deportes elegidos, voleibol, trampolín, lacrosse y esgrima, son practicados con frecuencia por ellos.
Deca Sports Freedom (Deca Sporta Freedom en Japón, Sports Island Freedom, en Europa) salió a la venta para Xbox 360 el 18 de noviembre de 2010 en Norteamérica, en Europa el 26 de noviembre y en Japón el 16 de diciembre. Fue desarrollado por Hudson Soft. El juego requiere el Kinect para jugar sin mando. También contiene un modo multijugador en línea a través de Xbox Live. En Freedom se pueden utilizar avatares de Xbox. Deca Sports Freedom cuenta con diez deportes, la mayoría de ellos tomados de los dos primeros juegos de la trilogía principal: Tenis, Paintball, Boxeo, Tiro con arco, Voleibol de playa, Dodgeball, Kendo, Esquí Mogul, Snowboard cross y Patinaje artístico.
Deca Sports Extreme (Deca Sporta: 3D Sports en Japón, Sports Island 3D en Europa) fue desarrollado y publicado por Hudson Soft para la Nintendo 3DS. Salió a la venta en Japón el 28 de abril de 2011, en Europa el 10 de junio y en Norteamérica el 13 de septiembre. El juego cuenta con diez deportes: Fútbol, Tenis, Baloncesto, Hockey sobre hielo, Bolos, Lucha de bolas de nieve, Lucha de sumo, Carreras de motos de nieve, Cerbatanas y Trampolín.